# Chiton groschi
Chiton groschi är en blötdjursart som beskrevs av Kaas 1979. Chiton groschi ingår i släktet Chiton och familjen Chitonidae.
Artens utbredningsområde är Moçambique. Inga underarter finns listade i Catalogue of Life.